# 김도혁 (배우)
김도혁(본명 : 김동현, 1980년 5월 20일 ~ )은 대한민국의 배우이다.

## 출연작

### 영화
- 《해피 뉴 이어》 (2021년) - 재용방 무전직원 역
- 《천문: 하늘에 묻는다》 (2019년) - 정남손 집사 역
- 《마녀》 (2018년) - 성사장 수하 5 역
- 《브이아이피》 (2017년) - 국정원 조사원 2 역
- 《대호》 (2015년) - 몰이꾼 4 역
- 《연평해전》 (2015년) - 황상민 병기장 역[2]
- 《막걸스》 (2015년) - 전무 역
- 《부당거래》 (2010년) - 고 대표 변호사 2 / 장석구 수하 2 역
- 《채식주의자》 (2010년) - 보호사 역
- 《전우치》 (2009년) - 가마꾼 1 역
- 《뚝방전설》 (2006년) - 뚝방파 7 역